# Resolutie 1527 Veiligheidsraad Verenigde Naties
Resolutie 1527 van de Veiligheidsraad van de Verenigde Naties werd unaniem door de
VN-Veiligheidsraad aangenomen op 4 februari 2004.
De resolutie verlengde de VN-missie in Ivoorkust.

## Achtergrond
In 2002 brak in Ivoorkust een burgeroorlog uit tussen de regering in het
christelijke zuiden en rebellen in het islamitische noorden van het land.
In 2003 leidden onderhandelingen tot de vorming van een regering van nationale eenheid en waren er
Franse- en VN-troepen aanwezig. In 2004 zegden de rebellen hun
vertrouwen in de regering op en namen opnieuw de wapens op.

## Inhoud

### Waarnemingen
Op 24 januari hadden de politieke krachten in Ivoorkust het Akkoord van Linas-Marcoussis
gesloten dat nu moest worden uitgevoerd. Tot de tevredenheid van de Raad was hiermee al vooruitgang geboekt.
De ECOWAS had met steun van Franse
troepen een vredesmacht in het land. Nu vroeg Ivoorkust zelf dat de MINUCI-missie van de VN ook werd
omgevormd tot een vredesmacht.

### Handelingen
Het mandaat van MINUCI werd alvast verlengd tot 27 februari. Dan zou de autorisatie aan de deelnemende
lidstaten aan de ECOWAS-macht en de Franse ondersteuning worden hernieuwd.
Intussen werden de ondertekenaars van het Linas-Marcoussisakkoord opgeroepen hun verantwoordelijkheden op te
nemen. Ten slotte werd de Secretaris-Generaal gevraagd om, in
afwachting van een beslissing, een vredesmacht voor te bereiden die binnen de 5 weken na die beslissing kon
worden ingezet.

## Verwante resoluties
- Resolutie 1498 Veiligheidsraad Verenigde Naties (2003)
- Resolutie 1514 Veiligheidsraad Verenigde Naties (2003)
- Resolutie 1528 Veiligheidsraad Verenigde Naties
- Resolutie 1572 Veiligheidsraad Verenigde Naties

Lijst ·  1522 ·  1523 ·  1524 ·  1525 ·  1526 ·  1527 ·  1528 ·  1529 ·  1530 ·  1531 ·  1532 ·  1533 ·  1534 ·  1535 ·  1536 ·  1537 ·  1538 ·  1539 ·  1540 ·  1541 ·  1542 ·  1543 ·  1544 ·  1545 ·  1546 ·  1547 ·  1548 ·  1549 ·  1550 ·  1551 ·  1552 ·  1553 ·  1554 ·  1555 ·  1556 ·  1557 ·  1558 ·  1559 ·  1560 ·  1561 ·  1562 ·  1563 ·  1564 ·  1565 ·  1566 ·  1567 ·  1568 ·  1569 ·  1570 ·  1571 ·  1572 ·  1573 ·  1574 ·  1575 ·  1576 ·  1577 ·  1578 ·  1579 ·  1580